# Emiliano Zapata, Villa García
Emiliano Zapata är en ort i Mexiko.   Den ligger i kommunen Villa García och delstaten Zacatecas, i den centrala delen av landet, 400 km nordväst om huvudstaden Mexico City. Emiliano Zapata ligger 2 186 meter över havet och antalet invånare är 142.
Terrängen runt Emiliano Zapata är kuperad norrut, men söderut är den platt. Runt Emiliano Zapata är det ganska glesbefolkat, med 50 invånare per kvadratkilometer. Närmaste större samhälle är Loreto, 17,3 km nordväst om Emiliano Zapata. Omgivningarna runt Emiliano Zapata är i huvudsak ett öppet busklandskap.